# Bernardo Bellotto
Bernardo Bellotto (asi 1721/2 nebo 30. ledna 1721, Benátky – 17. listopadu 1780, Varšava) byl italský malíř městské krajiny nebo vedutista a grafik v leptu proslulý svými veduty evropských měst – Drážďan, Vídně, Turína a Varšavy. Byl žákem a synovcem proslulého Giovanniho Antonia Canala, známého jako Canaletto, a někdy používal jeho slavné jméno a podepisoval se jako Bernardo Canaletto. V Německu a Polsku se nazýval jménem svého strýce Canaletto. To způsobilo určitý zmatek, nicméně jeho práce je pochmurnější v barvě než Canalettova a jeho zobrazení mraků a stínů se blíží nizozemské malbě.
Jeho styl se vyznačoval propracovaným znázorněním architektonických a přírodních průhledů a specifickou kvalitou osvětlení každého místa. Je pravděpodobné, že Bellotto a další benátští mistři veduty mohli použít cameru obscuru, aby dosáhli vynikající přesnosti městských pohledů.

## Životopis
Předpokládá se, že Bernardo Francesco Paolo Ernesto Bellotto se narodil v Benátkách 20. května 1722 jako třetí dítě do rodiny Bellottů. Datum 30. ledna 1720, které je někdy chybně uváděno jako den Bernardova narození, je dnem narození jeho staršího bratra Michiela Bernarda Antonia Eugenia. Jeho otec Lorenzo Antonio Bellotto byl obchodníkem s nemovitostmi. Fiorenza Domenica Canal, malířova matka, byla sestrou známého benátského vedutisty Giovanni Antonia Canala. Jako čtrnáctiletý se začal učit malířským technikám v dílně svého strýce. V roce 1738 se stal členem benátského malířského cechu Fraglia dei Pitori.

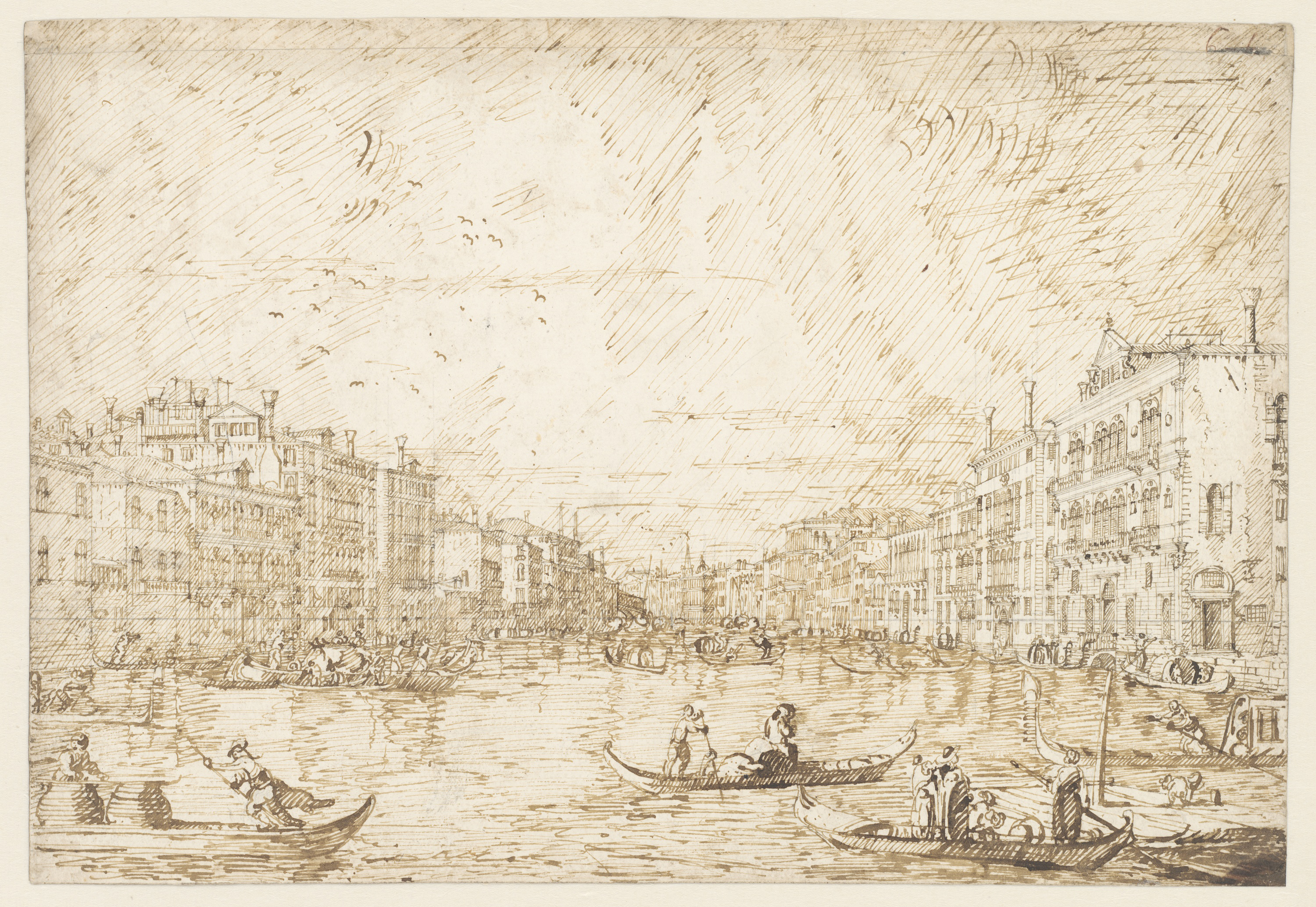
Canal Grande od Palazzo Corner –Spinelli směrem k Rialtu (1738/40, perokresba hnědým inkoustem, Rijksmusem, Amsterdam, Nizozemsko)

Na pozvání hraběte Andrey Geriniho Bellotto navštívil Florencii, aby pro hraběte vytvořil několik obrazů města (1740). V listopadu následujícího roku se v Benátkách oženil s Marií Elisabett Pizorno. Na podzim roku 1742 (15. října) se jim narodil syn Lorenzo Francisco Bellotto, později také malíř a otcův pomocník. Během následujícího roku vzniklo několik kreseb a olejomaleb, jež dokládají, že Bellotto, spolu se strýcem, navštívil oblast Brenta a Padovu. Dále Bellotto pokračoval již sám, aby přes Florencii, Luccu a Livorno dorazil na jaře 1742 do Říma. Ale již v červenci téhož roku se vrátil do Benátek. Vzniklé skicy a kresby Bellotto využil při malbě pohledů na Řím. Vznikla tak řada z části smyšlených pohledů na antické památky města (capriccios), v nichž někteří historici umění vidí autorství Bellottovo, jiní jeho strýce Canaletta.

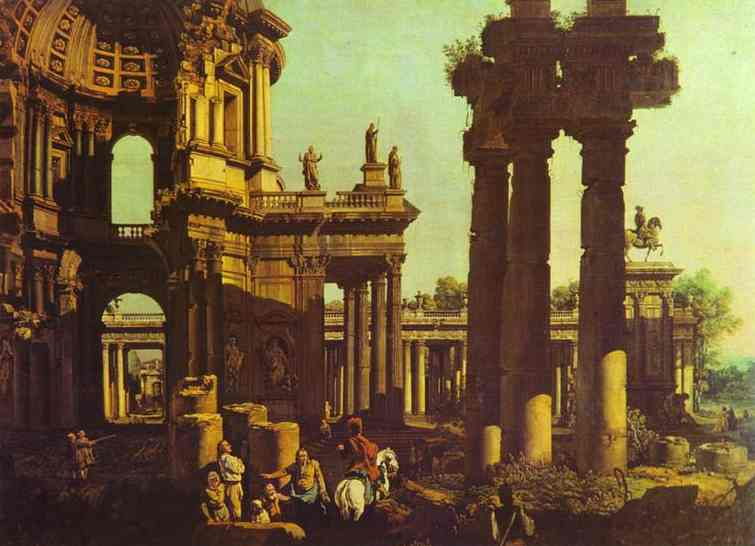
Ruiny římského chrámu (olej na plátně, 1742/46, Galleria Nazionale di Parma, Parma, Itálie)

Od roku 1744 pokračoval v návštěvách italských měst v Lombardii a Piemontu, včetně Verony a Turína. V té době začal královské objednávky signovat svým jménem s přídomkem Canaletto.

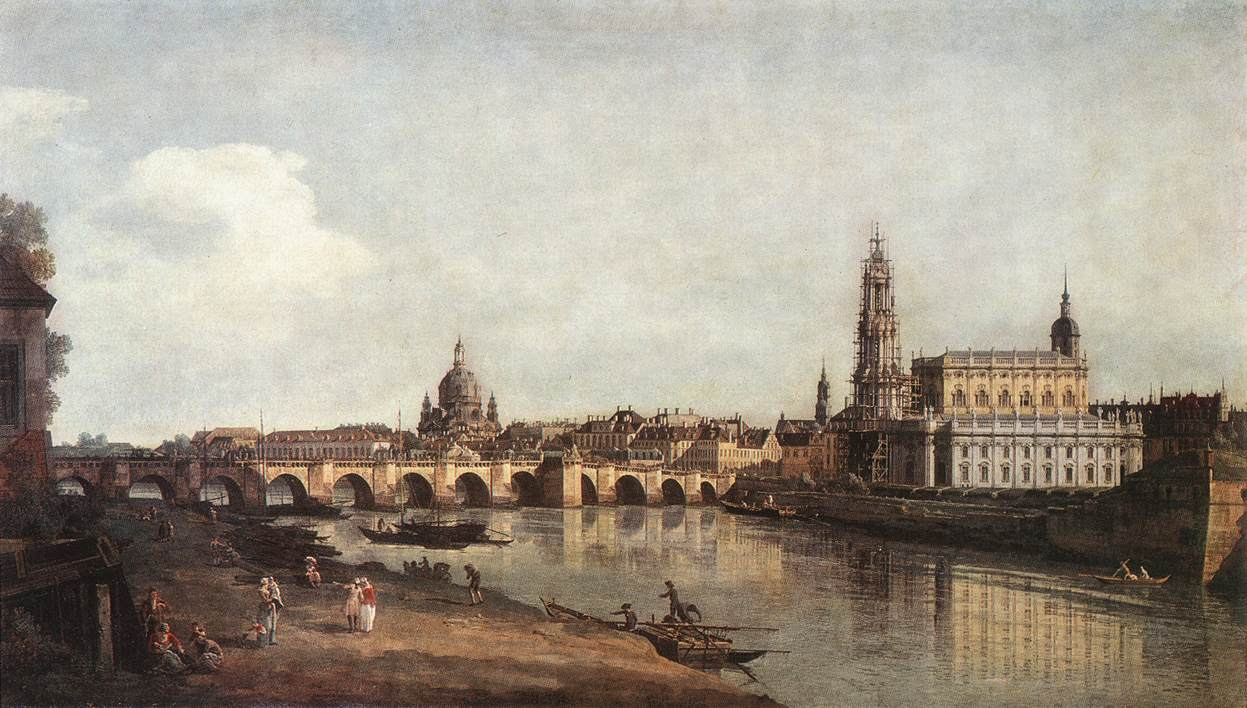
Pohled na Drážďany z pravého břehu Labe s Augustovým mostem (olej na plátně, 1748, Galerie starých mistrů, Drážďany)

V roce 1746 byl pozván do Drážďan jako dvorní malíř saského kurfiřta Augusta III. Polského. V dubnu 1747 Bellotto s rodinou opustil Benátky, aby se do rodného města již nikdy nevrátil. Mezi léty 1747 a 1756 Bellotto namaloval řadu pohledů na Drážďany a později i na město Pirna a pevnost Königstein. Se začátkem Sedmileté války (1756–1763), kdy Sasko obsadila pruská vojska, Bellotto odešel do Vídně, kde zůstal až do začátku roku 1761. Během tohoto pobytu Bellotto namaloval pro císařský dvůr cyklus obrazů s pohledy na Vídeň a tamní paláce. Maloval také pro významné šlechtice. Dokladem toho je obraz Lobkowiczký palác ve Vídni, který si u malíře objednal Ferdinand Filip, 6. kníže Lobkowicz (olej na plátně, 1759/60, Lobkowické sbírky, Pražský hrad).,

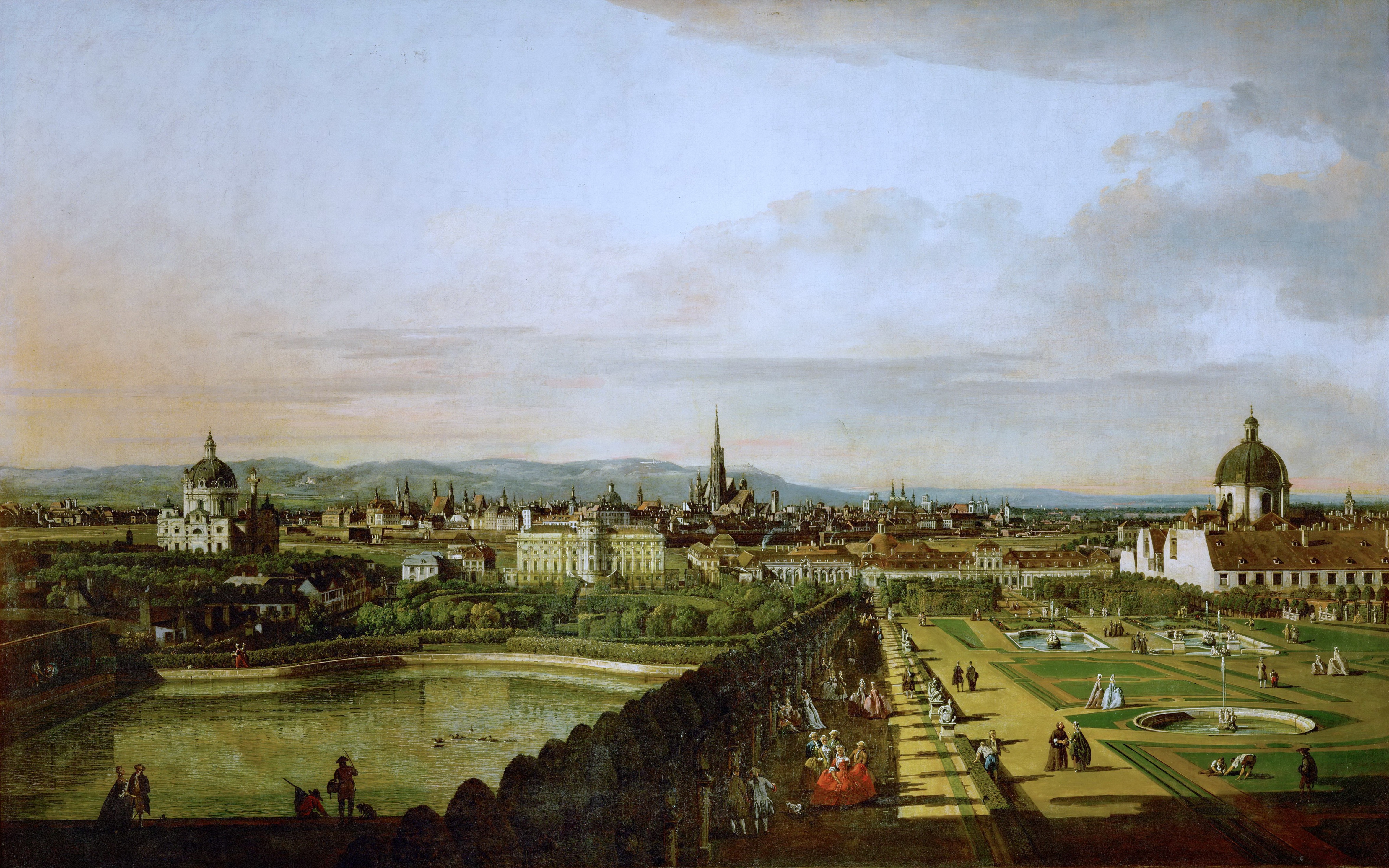
Pohled na Vídeň od Horního Belvederu (olej na plátně, 1759/60, Uměleckohistorické muzeum, Vídeň)

Vybaven doporučujícím dopisem Marie Terezie se Bellotto v lednu 1761 vydal do Mnichova ke dvoru bavorského kurfiřta Maxmiliána III. Josefa (1727–1777). Koncem roku 1761 se však vrátil do Drážďan, které rok předtím poškozené pruským odstřelováním. Mezitím zemřel jeho podporovatel, saský kurfiřt August III., a tak byl přijat na nově vzniklou Drážďanskou akademii jako profesor perspektivy. Během druhého pobytu v Drážďanech (1761–1766) vznikla řada obrazových replik Drážďan a okolí, ale i Vídně a Mnichova. Na obraze válkou poškozených Drážďan se podílel i Bellottův syn Lozenzo (1744–1770).

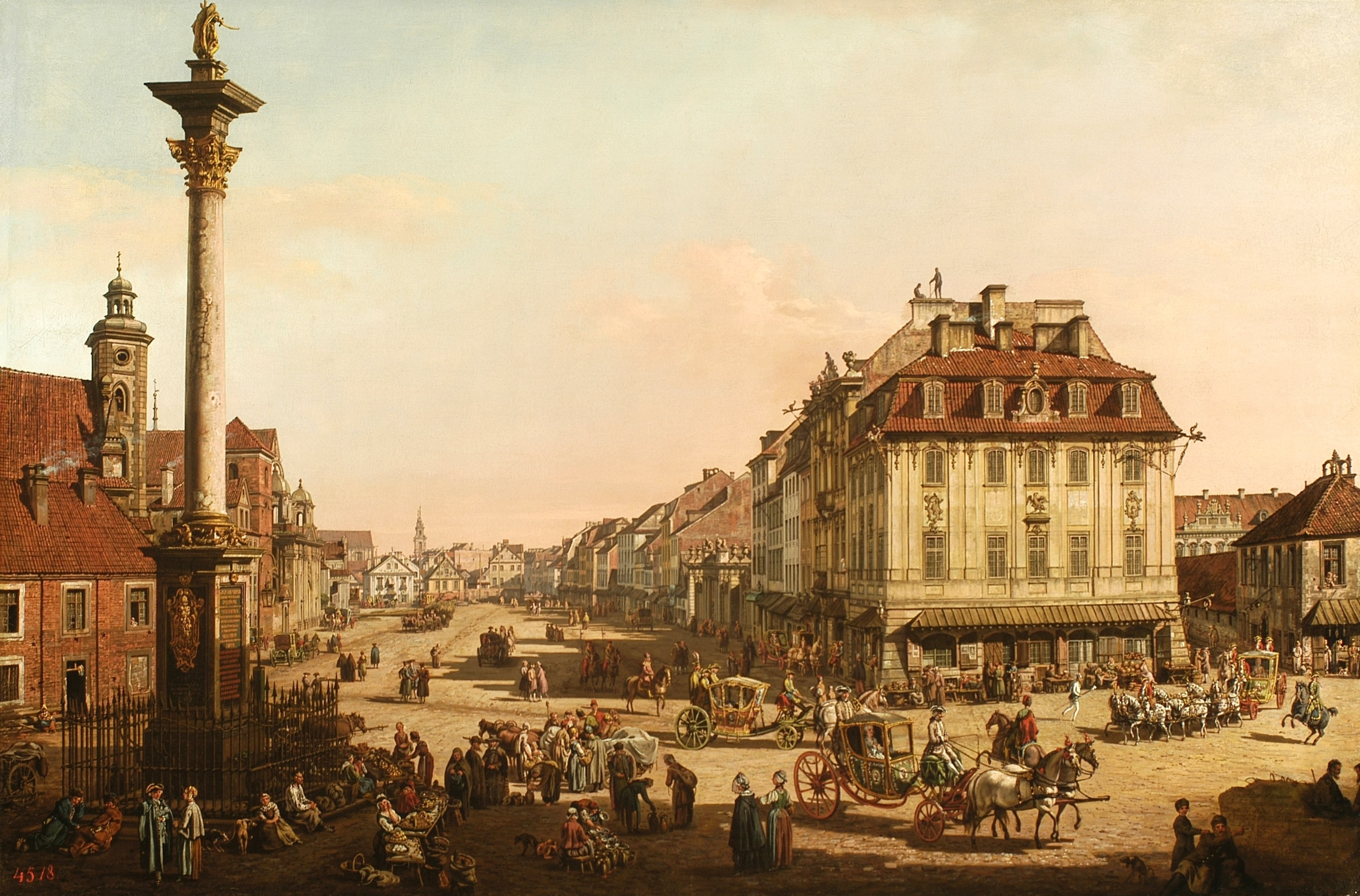
Krakovské předměstí od Krakovské brány (olej na plátně, 1767/68, královský zámek, Varšava)

V roce 1766 se Bellotto společně se synem vydal do Ruska, kam je pozvala carevna Kateřina II. Veliká (1729–1796). V lednu 1767 se cestou do Petrohradu zastavili ve Varšavě na dvoře polského krále Stanislawa II. Augusta Poniatowského (1732–1798). Jeho cesta do Petrohradu se proto neuskutečnila. Navíc v roce 1768 se stal malířem královského dvora. Vedle vedut Varšavy Bellotto za pomoci syna Lorenza namaloval pro královský hrad Ujazdów cyklus pohledů na Řím podle Piranesiho grafických listů. V té době Bellotto vznikl obraz s historickou tematikou nazvaný Volba Stanislawa Augusta Poniatowského polským králem (1778) provedený ve dvou verzích. Rekonstrukce hradu Ujazdow však vázla, a tak malíř začal pracovat přímo v dokončovaném varšavském královském zámku. V roce 1768 byl Bellotto jmenován dvorním malířem polského krále s ročním platem 400 dukátů.

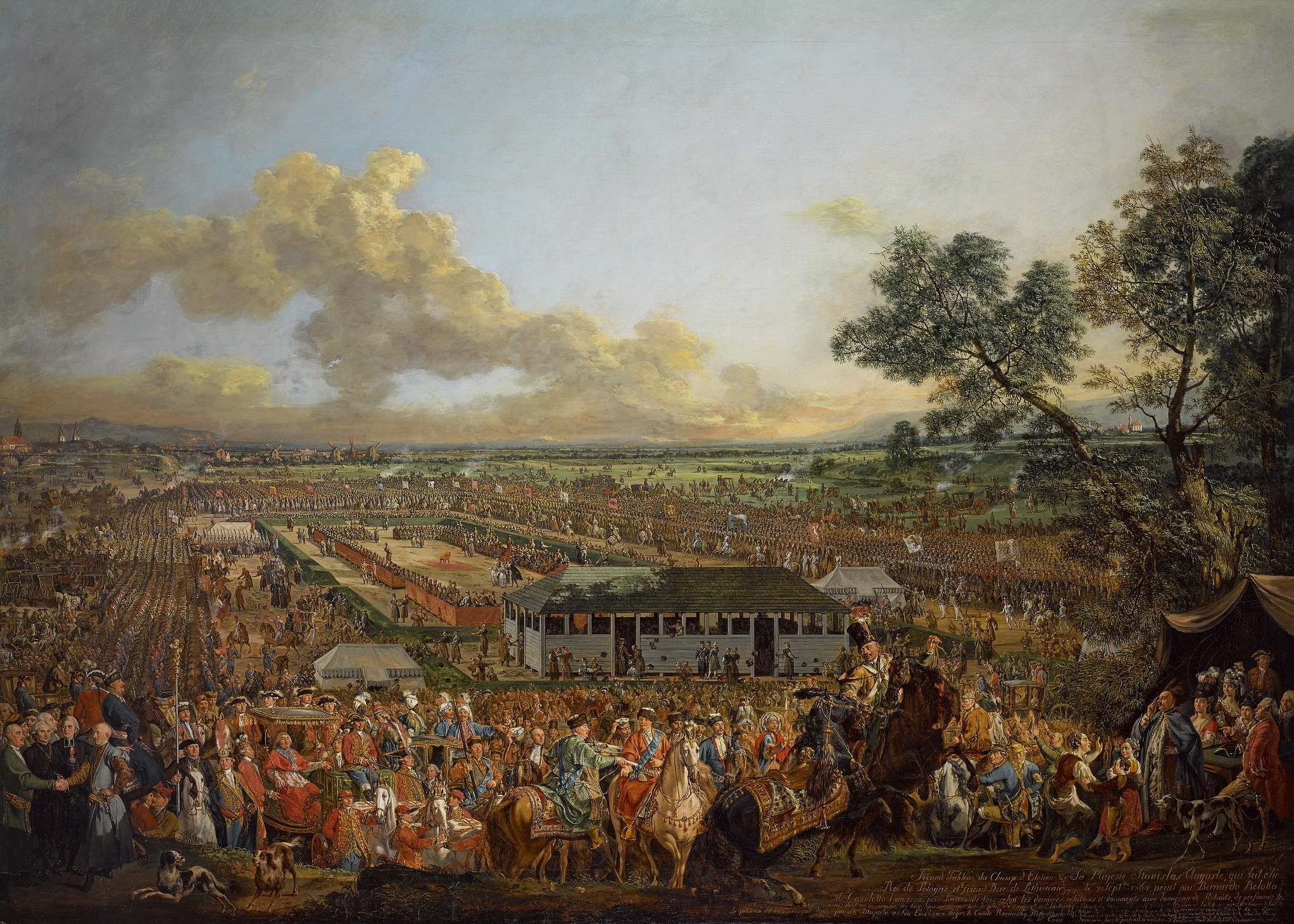
Volba Stanislawa II. Augusta Poniatowského na polského krále (olej na plátně, 1778 – druhá verze, královský palác, Varšava)

Od roku 1770 pracoval na sérii obrazů s pohledy na Varšavu a Wilanóv pro Senátorský sál ve varšavském zámku. Ve funkci malíře na královské dvoře působil až do své smrti roku 1780. Byl pohřben ve varšavském kapucínském kostele na ulici Miodowa.

## Umělecká tvorba
Protože se Bernardo Belloto vyučil v dílně svého strýce Giovanni Antonia Canala, je pro historiky umění těžké odlišit tvorbu obou malířů. Na rozdíl od strýcovy malby oblohy v odstínech růžové a modré, používal přednostně hnědavých odstínů. Tím jsou Bellottovy obrazy bližší malbě vlámských malířů, stejně jako jeho zájem o přesné architektonické detaily, stejně jako o početné skupiny postav.

### Obrazy
Bellottova technika olejomalby vykazovala obecné charakteristiky. Malba na plátno předpřipravené lepidlem byla zahájena nanesením červené vrstvy, na kterou byla nakreslena mřížka odpovídající mřížce na vzorové kresbě obrazu. Vyobrazení přenášel z jednotlivých kresebných polí na plátno hnědou barvou. Větší objekty Bellotto maloval olejovými barvami, detailní dokresbu prováděl temperou. Průsvitnou barevnost obrazu umožňovala bezbarvá laková podmalba. Dále se Bellottovy obrazy vyznačují idealizovanou a hybridní perspektivou, často v různé míře se kombinující. Pro znázornění náměstí, a především kanálů a řek, Bellotto používal centrální perspektivu s jediným ústředním bodem, zatímco k zachycení vzdálených míst na vedutách měst používal dva středové body. V širokých pohledech na města s centrální perspektivou dále přidával vnitřní perspektivu, aby se vyhnul deformaci budov způsobenou jejich lokalizací, tvarem nebo výškou. K vysoké přesnosti zobrazovaných objektů Bellotto, podobně jako jeho strýc, používal přístroj camera obscura.

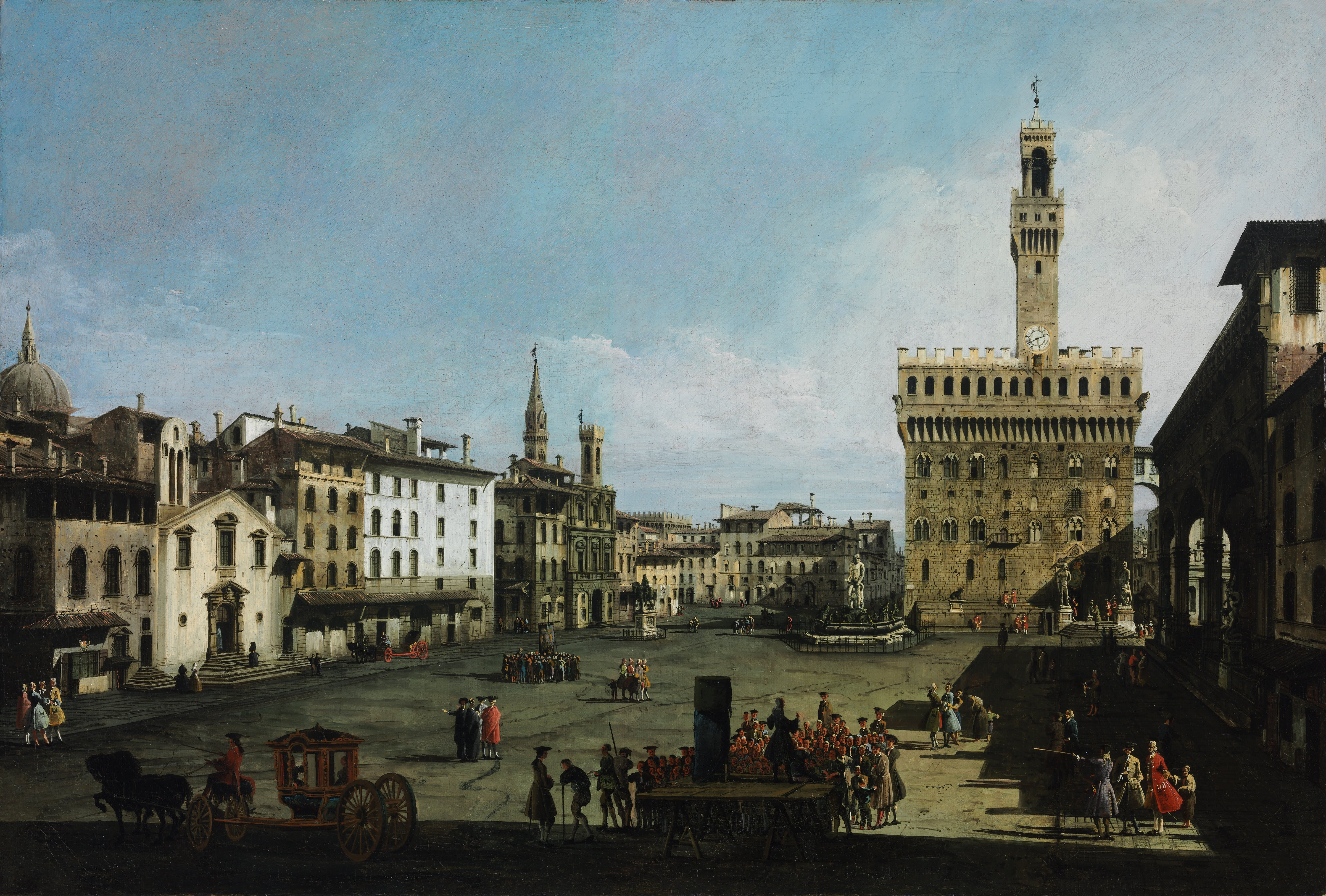
Florencie – Piazza della Signoria (olej na plátně, 1740, Muzeum krásných umění, Budapešť)

Z doby před příjetím do malířského cechu se dochovalo jen několik Bellottových kreseb, avšak po jeho příjetí do malířského cechu využil Bellotto pozvání hraběte Geriniho k návštěvě Florencie (1740), aby pro něho namaloval několik vedut města. Během pobytu v Lombardii (1743) Bellotto vytvořil dvě veduty pro milánského arcibiskupa Pozzobonelliho a pohled na Vaprio pro hraběte Simonetta. V roce 1745 Bellotto namaloval dvě veduty Turína pro savojského vévodu Karla Emanuela III., krále Sardinie a Piemontu. O dva roky později vznikly první veduty Drážďan pro kurfiřta Augusta III. Polského. V roce 1759, kdy již pobýval ve Vídni, namaloval tři veduty pro Václava Antonína, knížete z Kaunitz, a pro Josefa Václava, knížete z Lichtensteina. Krátce poté zhotovil cyklus třinácti vedut Vídně, zámku Schönbrunn a Hofburgu pro panovnici Marii Terezii.

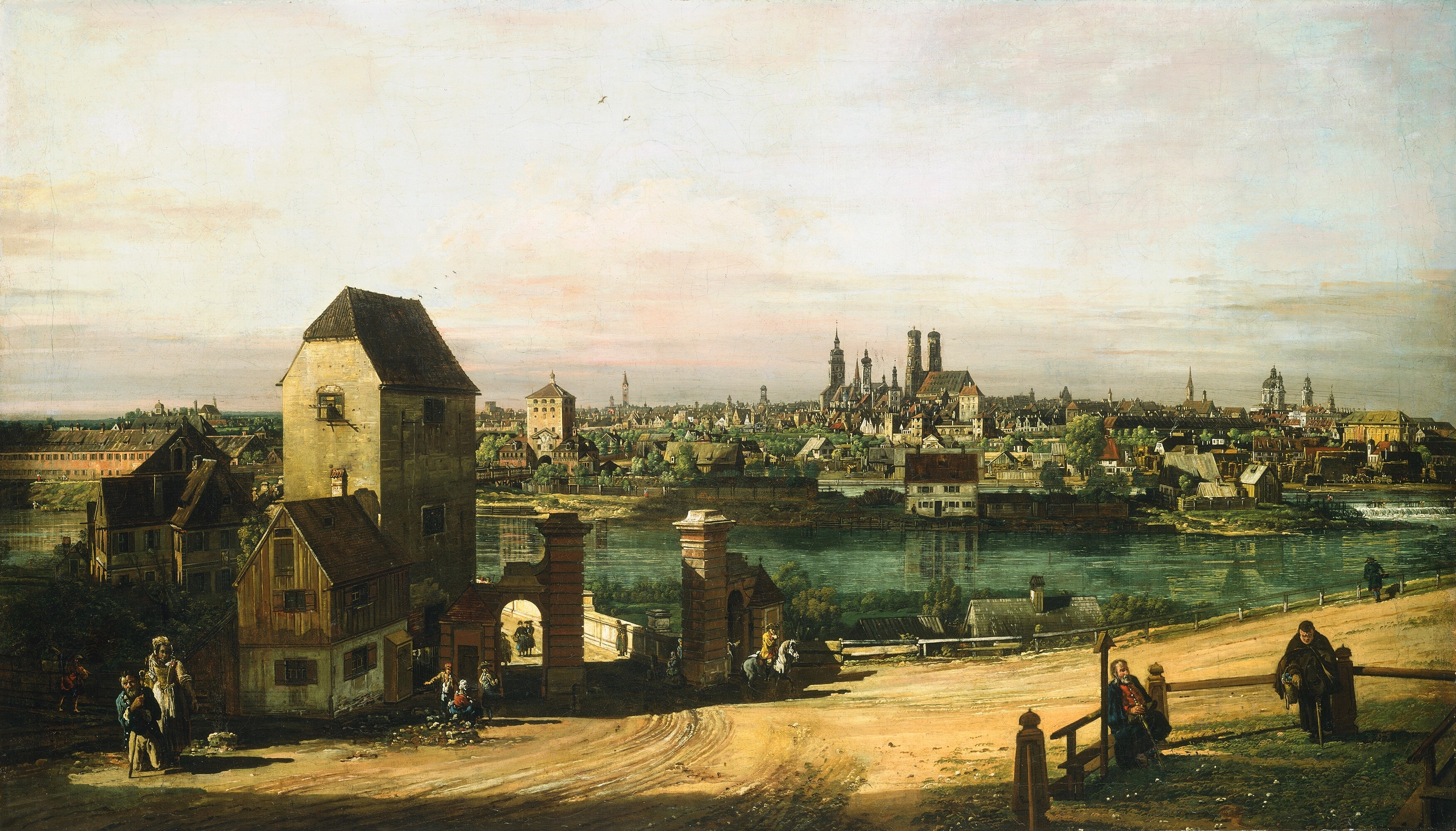
Pohled na Mnichov od východu (olej na plátně, 1761, Alte Pinakothek, Mnichov)

Počátkem roku 1761 však odjíždí z Vídně do Mnichova, aby zde namaloval tři pohledy na Mnichov a na barokní zámek Nymphenburg pro bavorského kurfiřta. Po náhlé kurfiřtově smrti se Bellotto vrátil do Drážďan, kde pro nově vzniklou Uměleckou akademii zopakoval motivy ze starších pohledů na Drážďany, Pirnu a Königstein.

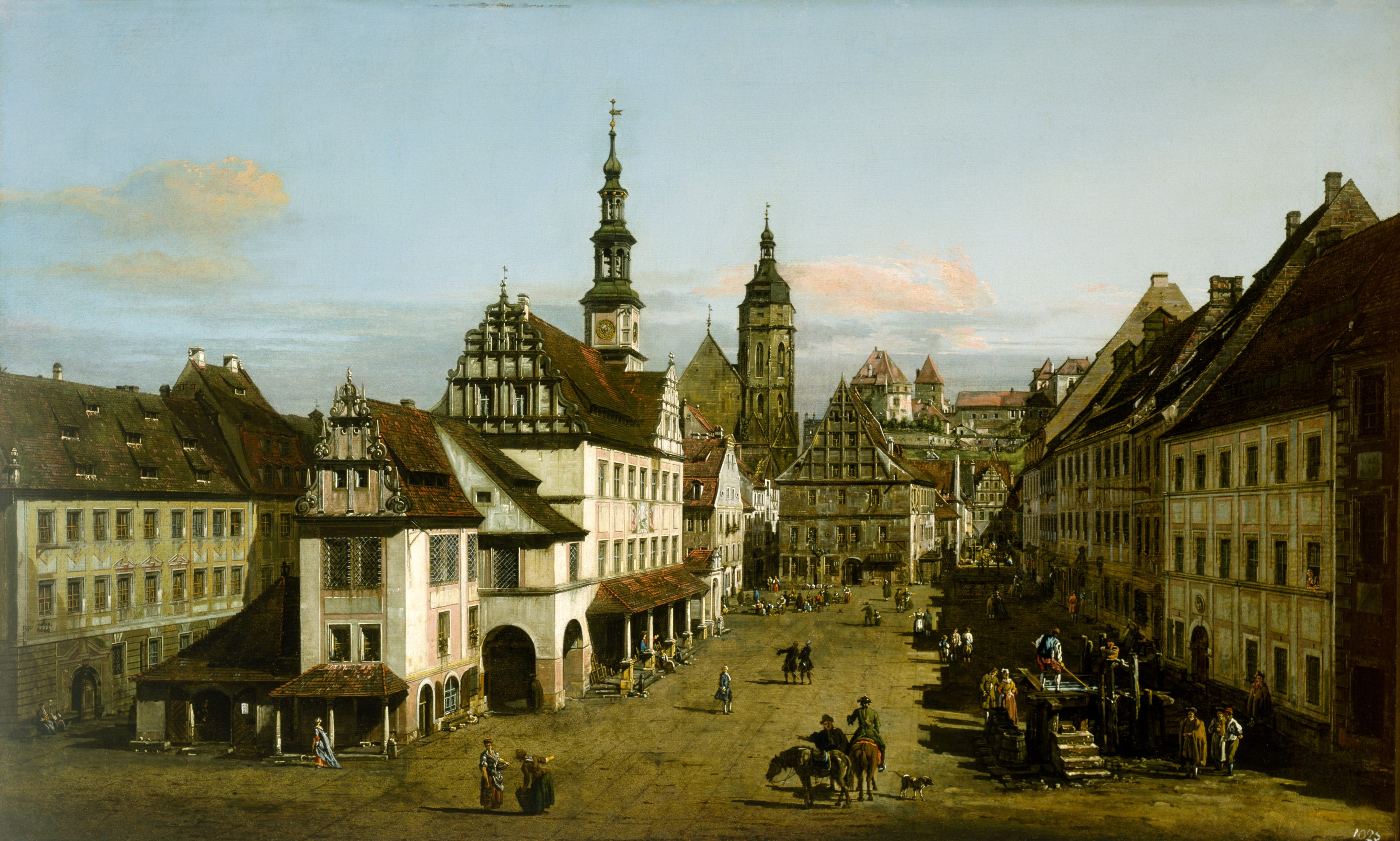
Náměstí v Pirně (olej na plátně, 60. léta 18. století, Museum krásných umění, Houston, Texas)

Po příjezdu do Varšavy Bellotto namaloval sérii šestnácti pohledů na Řím podle grafických listů Giovanni Battisty Piranesiho (1720–1778). Veduty byly určeny pro hrad Ujadzów. Současně se synem Lorenzem malují první veduty Varšavy. Po synově smrti (1770) se již sám věnoval cyklu varšavských vedut určených pro Místnost senátorů ve varšavském zámku.

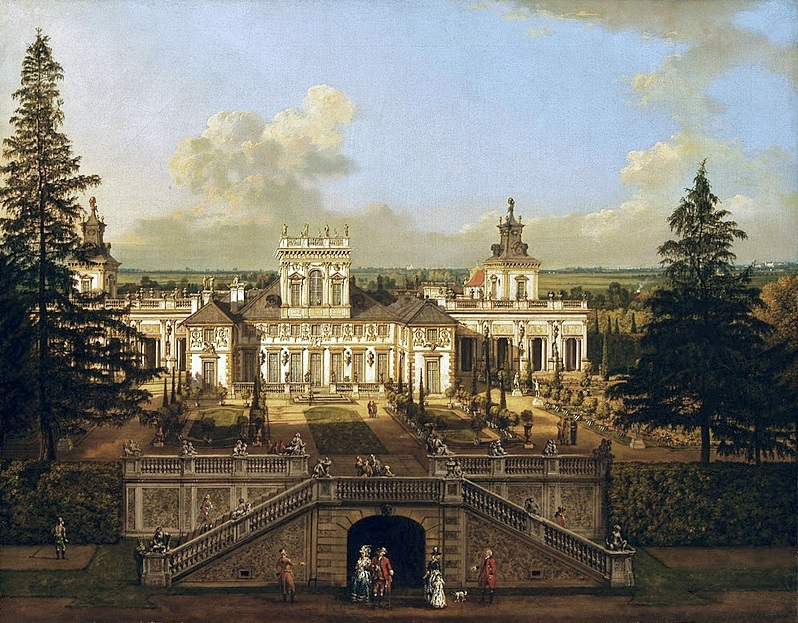
Pohled na zámek Wilanów ze zámecké zahrady (olej na plátně, 1776, Královský zámek, Varšava)

Cyklus varšavských vedut byl ovlivněn Stanislawem II. Augustem, který jím chtěl zapůsobit především na senátory a zahraniční vyslance. Obraz Volba Stanislawa II. Augusta měl proto diváka přesvědčit o vladařově legitimitě. Proto tento velkoplošný obraz visí v předsálí ve výši očí a je umístěn podél dveří do trůnního sálu. Další Bellottovy obrazy pak měly diváka přesvědčit o vladařově péči o město, včetně budované mimoměstské zástavby. Vznikl tak cyklus dvaceti šesti pohledů na Varšavu, které díky mimořádné topografické přesnosti posloužily při obnově válkou zničeného města.

### Kresby
V dílně svého strýce Antonia Canala se Bellotto naučil pracovat s malou camera obscura určenou pro detaily vedut, zatím co velký přístroj byl určen pro panoramatické pohledy. Vzniklé kresby tak byly montáží projekce z obou přístrojů, které nacházíme na kresbách s jednotnou perspektivou. Příkladem může být Bellottova kresba Canal Grande od Palazzo Corner–Spinelli směrem k Rialtu (1738). Takto vzniklé kresby byly základem obrazů, ve kterých malíř volně měnil proporce i světlo a stín oproti skutečnosti. K dosažení konečné podoby kresebného návrhu Bellotto používal jedno i vícebodové perspektivy. Hybridní forma perspektivy na Bellottových panoramatických pohledech na města pak divákovi dovolovala jít kolem obrazu tam i zpět a sledovat měnící se malířův pohled na město. Dobře to dokumentuje Bellottův obraz Pohled na Mnichov od východu (1761).

### Grafické listy

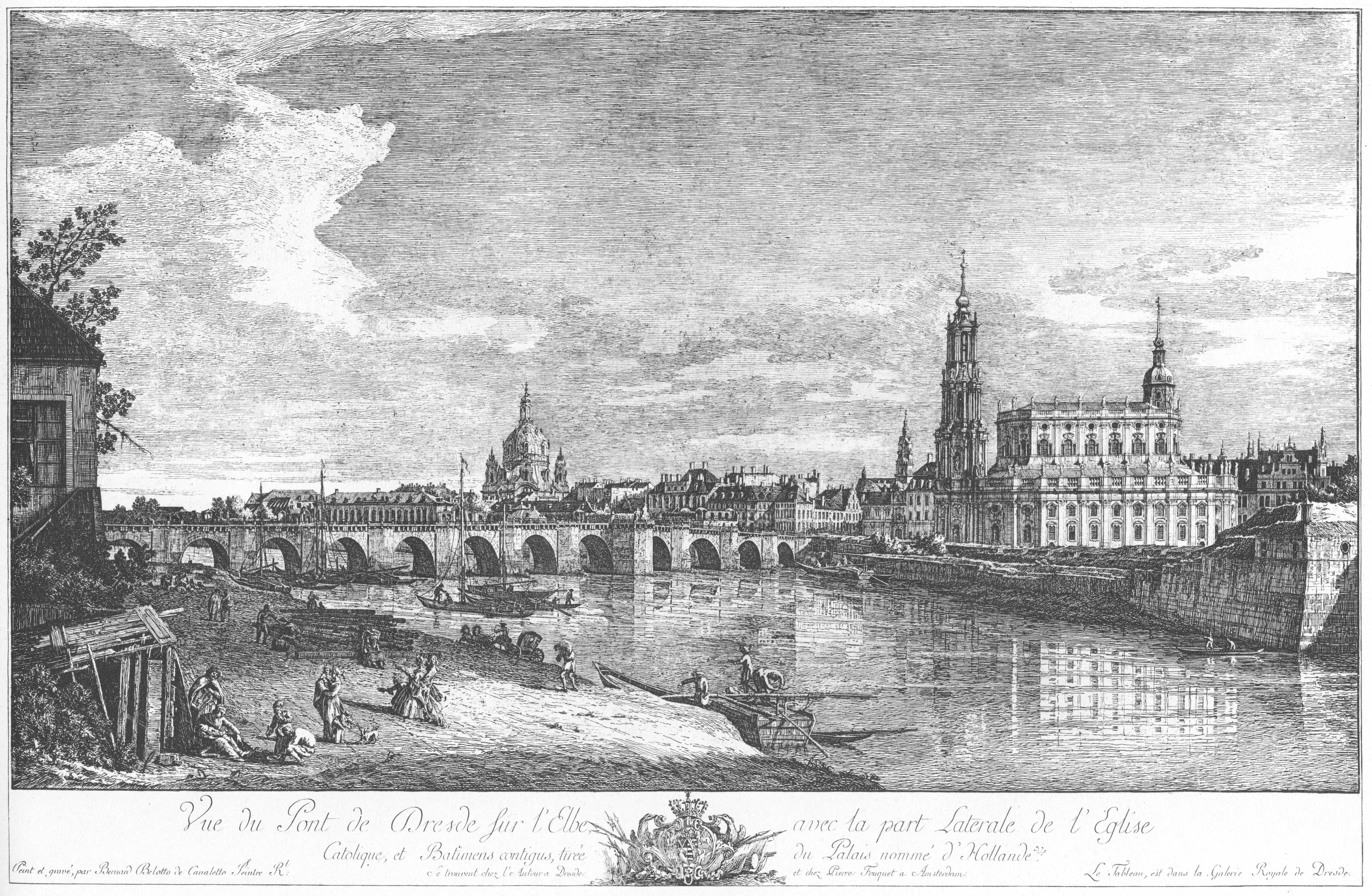
Most přes Labe (lept, 1747, Grafický kabinet, Drážďany)

První Bellottovy grafické listy vznikly již v době, kdy pracoval ve strýcově dílně. Dokládají to fiktivní vyobrazení italských památek a budov (capriccios v Kabinetu mědirytin, Drážďany). Některé lepty dokonce předcházely velkoplošným obrazům, jak je tomu v případě leptu (1747) a obou verzí obrazu Pohled na Drážďany z pravého břehu Labe s Augustovým mostem (1748 a 1751/53). Jindy grafický list vznikl téměř ve stejné době jako obrazy. Dokládají to obrazy a grafický list s názvem Neumarkt od Jüdenhofu (1749). Naopak v případě drážďanského Kreutzkirche vznikl lept více než pět let po vzniku kresby, a následně i obrazů pro krále Augusta III. a pro jeho prvního ministra Jindřicha, vévodu von Brühl (1700–1763). Bellottův zájem o krajinu dokládá několik kreseb, leptů a obrazů z let 1763 až 1766 zobrazujících pevnost Königstein. Tato díla dokládají, že v 60. letech 18. století Bellotto dosáhl vrcholu ve své umělecké tvorbě.

## Umělecko-historický význam Bellottova díla
Bellottovy pohledy na města, okolní krajinu a lidi od Benátek, přes Drážďany a Vídeň, až po Varšavu, jsou ikonami historické malby 18. století.Fascinují diváka především dokonalou souhrou topografické přesnosti a umělecké svobody. Jsou to především realisticky pojaté krajiny a virtuózní architektonické fantazie, které vedly ke znovuobjevení uměleckých schopností Bernarda Bellotta, zvaného Canaletto. Díky topografické přesnosti a malířově zálibě v detailu byly Bellottovy veduty Varšavy použity jako vodítko při obnově města po 2. světové válce.